# 781 هـ
781 هـ هي سنة في التقويم الهجري امتدت مقابلةً في التقويم الميلادي بين سنتي 1379 و1380.

## مواليد
- ابن فركون